# اچ‌ام‌اس سنفوین (اف۱۸۳)
اچ‌ام‌اس سنفوین (اف۱۸۳) (به انگلیسی: HMS Sainfoin (F183)) یک کشتی بود که طول آن ۳۹۶ فوت ۵ اینچ (۱۲۰٫۸۳ متر) بود. این کشتی در سال ۱۹۴۳ ساخته شد.